# Aignay-le-Duc
Aignay-le-Duc je naselje in občina v francoskem departmaju Côte-d'Or regije Burgundije. Leta 2011 je naselje imelo 317 prebivalcev.

## Geografija
Kraj leži v pokrajini Burgundiji ob reki Coquille, 58 km severozahodno od središča Dijona.

## Uprava
Aignay-le-Duc je sedež istoimenskega kantona, v katerega so poleg njegove vključene še občine Beaulieu, Beaunotte, Bellenod-sur-Seine, Busseaut, Duesme, Échalot, Étalante, Mauvilly, Meulson, Minot, Moitron, Origny, Quemigny-sur-Seine, Rochefort-sur-Brévon in Saint-Germain-le-Rocheux s 1.457 prebivalci.
Kanton Aignay-le-Duc je sestavni del okrožja Montbard.

## Zanimivosti
- Cerkev sv. Petra in Pavla iz začetka 13. stoletja - renesančni oltar in zvonik sta na seznamu francoskih zgodovinskih spomenikov.